# Chiesa di Santa Maria del Carmine (Campi Salentina)
La chiesa di Santa Maria del Carmine, o di San Francesco è una chiesa di Campi Salentina risalente al XVI secolo. Fa parte del complesso conventuale dei Cappuccini ed è sede, dal 1962, della parrocchia di San Francesco.

## Esterno
Il prospetto presenta essenziali elementi architettonici in pietra leccese. Al centro è presente un ampio portale sormontato dalla statua della Madonna col Bambino e sovrastato da un grande finestrone. Annesso alla chiesa è il Convento dei Padri Cappuccini che si sviluppa su due piani intorno ad un chiostro.

## Interno
L'interno, con una navata principale ed una laterale sinistra, è caratterizzato da una sobriatà ispirata alla semplicità che contraddistingue gli ordini monastici che l'anno officiata (Carmelitani e Cappuccini). Presenta una copertura con volta alla leccese e ospita alcuni altari barocchi fra cui si ricorda quello dedicato a San Francesco d'Assisi.